# ウィリアム・パーソン
ウィリアム・エドウィン・パーソン（William Edwin Parson、1845年10月18日 - 1905年12月19日）は、明治時代にお雇い外国人として来日したアメリカ合衆国の教育者、牧師である。

## 経歴・人物
ペンシルベニア州出身。
神学校卒業後、ワシントンD.C.で聖職活動に従事し牧師となる。1874年（明治7年）に日本政府に招かれる。東京開成学校で数学及び物理学の教鞭を執り、同校が旧東京大学に昇格後も引き続き理学部で教鞭を執った。また同時期にヘンリー・フォールズらと共に楽善会訓盲院（後の東京盲唖学校）の創立に携わった。
1878年（明治11年）に帰国し、再び牧師となりハワード大学でヘブライ語及びギリシア語の教鞭を執った。